# Григорчук Роман Йосипович
Рома́н Йо́сипович Григорчу́к (нар. 22 березня 1965, Королівка, Коломийський район, Івано-Франківська область, Українська РСР, СРСР) — український футболіст, нападник.  Насамперед, відомий виступами у складі таких футбольних клубів, як українські «Прикарпаття» з Івано-Франківська та «Кривбас» із Кривого Рогу, а також російський «Сатурн» з міста Раменське та латвійський «Дінабург» з Даугавпілса. У склад цих клубів Григорчук став срібним призером 1-ї зони другої ліги чемпіонату СРСР 1991 року, найкращим бомбардиром першої ліги чемпіонату України сезону 1992–1993 років та золотим призером першої ліги чемпіонату України сезону 1993–1994 років.
Нині — український футбольний тренер. Тренерську діяльність Роман Йосипович розпочав у даугавпілському «Дінабурзі», де п'ять років підряд разом із клубом займав четверте місце у місцевій вірслізі. Згодом тренер перейшов до одного з грандів тодішнього латвійського футболу — футбольного клубу «Вентспілс». Разом із цією командою тренер три роки підряд ставав золотим призером вищого дивізіону чемпіонату Латвії, у 2006, 2007 та 2008 роках. Також «Вентспілс» під керівництвом Григорчука двічі вигравав кубок країни, у 2005 та 2007 роках, ставав срібним призером низки неофіційних турнирів, як Кубок Співдружності та Балтійська ліга, а також тричі став найкращим тренером Латвії. У 2009 році Роман Йосипович повернувся до України. Наприкінці того ж року тренер очолив тренерський штаб, запорізького «Металурга», де близько місяця працював до завершення сезону 2009–2010 років. Згодом, наприкінці 2010 року тренер очолив інший український футбольний клуб — одеський «Чорноморець», що тоді виступав у першій лізі чемпіонату України. По завершенні сезону тренер повернув команду до елітного дивізіону. У сезоні 2012–2013 років клуб під керівництвом Григорчука вийшов у фінал кубка України, що дозволило йому наступного сезону взяти участь у міжнародному змаганні, Лізі Європи УЄФА. 18 грудня 2014 стало відомо про призначення Григорчука головним тренером азербайджанського клубу Габала з однойменного міста. Найкращий тренер Азербайджану 2015 року.  29 травня 2017 покинув «Габалу», а вже 1 червня оголосили, що він очолив чемпіона Казахстану — «Астану».  З 1 січня 2022 року по травень 2024 — головний тренер одеського «Чорноморця». Головний тренер «Нефтчі» (Баку) з 26 червня 2024 до 7 жовтня 2024.

## Клубна кар'єра
Роман Йосипович Григорчук народився 22 березня 1965 року в українському селі Корнич Коломийського району, Івано-Франківської області, за сім кілометрів від Коломиї. 
На початку кар'єри захищав кольори коломийських клубів «Сільмаш» та «Електрооснастка». Виступав в аматорських змаганнях серед колективів фізкультури у складі команд «Нива» з Бережан і «Темп» із Шепетівки.
Наприкінці 1980-х років Роман розпочав футбольну кар'єру у команді майстрів футбольного клубу «Прикарпаття» з Івано-Франківська, що грала тоді у 1-й зоні другої ліги чемпіонату СРСР. У першому своєму сезоні 1988 року футболіст відіграв 34 матчі й забив два голи. Наступні два сезони Григорчук не виступав в основному складі команди, а повернувшись в останньому сезоні чемпіонату СРСР 1991 року Роман забив 26 м'ячів у 46 матчах чемпіонату, ставши найкращим бомбардиром клубу за сезон. На той час у складі іванофранківців виступали також Роман Максимюк, Михайло Савка, Андрій Хомин тощо. У сезоні 1992–1993 років став найкращим бомбардиром першої ліги чемпіонату України, наступного сезону, як лідер команди, Григорчук допоміг івано-франківцям здобути перемогу у турнірі першої ліги та забезпечити перехід до елітного дивізіону чемпіонату України. Всього у футболці західноукраїнського клубу Григорчук провів 152 гри та забив 66 м'ячів у чемпіонатах і провів 10 ігор та забив 6 голів у кубках.
1994 року Григорчук вирішив переїхати до Австрії, куди його запросили у місцеву команду «Санкт-Пельтен». Однак, для того, що б виїхати за кордон разом зі своєю дівчиною, Аліною, вони мусили одружитися. Того ж року з Івано-Франківська, де молодята побралися поїхали до Санкт-Пельтену. Крім варіанту із австрійським клубом у Григорчука була також можливість переїхати до Дніпропетровська, що його туди запросив відомий український тренер Євген Кучеревський грати у місцевому «Дніпрі», однак 29-річний футболіст вирішив переїхати за кордон. На той час, окрім Романа, серед легіонерів з колишнього СРСР у Санкт-Пельтені також грав відомий латвійський футболіст, Євген Мілевський. До нового гравця в австрійському клубі поставилися доброзичливо. За словами самого футболіста він намагався працювати так, щоб до нього не було претензій. Щоправда, в Австрії Григорчук грав не довго, відігравши всього три матчі у чемпіонаті і наступного року переїхав до Польщі, де виступав за плоцьку «Петрохімію» (нині «Вісла»). У польському клубі Роман відіграв 14 ігор та забив три м'ячі. Сезон 1995–1996 років футболіст провів знову в Україні, захищаючи кольори криворізького «Кривбасу», який тоді тренував Мирон Маркевич. Команда грала тоді у вищій лізі українського чемпіонату, де футболіст провів всього лише один сезон зігравши у 27-ми матчах та забивши 10 голів.
У 1996 році Григорчук переїхав до Росії, де почав виступати у першоліговому «Сатурні» з міста Раменське Московської області. У російському чемпіонаті український нападник провів два сезони, 1996 та 1997 років, зігравши 29 матчів та забивши 9 голів у чемпіонаті і 2 матчі у кубку, де забив один м'яч.
1998 року Роман Йосипович переїхав до Латвії, де став граючим тренером футбольного клубу «Дінабург». До латвійського клубу Григорчука запросив головний тренер команди, Віктор Нестеренко, з яким від познайомився ще в Івано-Франківську, коли той очолював тренерський штаб «Прикарпаття». У складі «Дінабурга» Роман відіграв у ролі нападника майже три сезони 1998, 1999 та 2000 років. За цей час Григорчук зіграв у 63-х матчах чемпіонату, забивши 30 голів. Найяскравішим був сезон 1998 року, коли український спортсмен зіграв 27 матчів та забив за цей час 20 голів.

## Тренерська кар'єра

### «Дінабург»
Ще до початку продовження своєї кар'єри у сфері футболу на посаді тренера Григорчук, будучи футболістом, почав вести щоденники, куди занотовував усі важливі дані про тренерську діяльність. Зокрема, плани тренувань, вправи та відчуття футболіста після їх виконання. Молодий, 35-річний, тренер багато цікавився роботою своїх колег, спілкувався з іншими тренерами, а також не пропускав тренування інших команд й збірних, що приїжджали до Риги. Також Григорчук часто багато їздив на стажування, зокрема до Німеччини. Згодом, Роман Йосипович почав слідкувати не за всіма тренерами, а лише за кількома, продивляючись матчі їх команд він намагався зрозуміти тенденції сучасного футболу й навчитися тренувати на високому рівні. Ще коли Григорчук був гравцем, він мріяв бути тренером саме українського футбольного клубу.
|                    | Гадаю, що у тактичному розвитку на мене в першу чергу вплинули Гвардіола та Бенітес. Однак є маса речей, які можна почерпнути в інших фахівців. Оригінальний текст (рос.) Думаю, что в тактическом развитии на меня в первую очередь повлияли Гвардиола и Бенитес. Однако есть масса вещей, которые можно почерпнуть у других специалистов. |
| — Роман Григорчук, | |

Григорчук розпочав тренерську кар'єру 1998 року у латвійському «Дінабурзі», де працював до того граючим тренером. 2000 року колишній український футболіст обійняв посаду головного тренера латвійської команди. Наступного ж сезону, у 2001 році, даугавпілський клуб вийшов до фіналу кубку Латвії, де «Дінамбург» програв з рахунком 2:0 одному з грандів латвійського чемпіонату, «Сконто». Того ж року команда під керівництвом Григорчука зіграла два матчі у Кубку УЄФА сезону 2001–2002 років проти хорватського футбольного клубу «Осієк» з однойменного міста. За два перших матчів рахунок між клубами став нічийним, 2:2, однак, за правилом голу, забитого на чужому полі, латвійці вибули зі змагання. Очоливши тренерський штаб клубу Григорчук шукав молодих талановитих футболістів віком від 13 до 15 років, які могли б поборотися за єврокубкові місця у чемпіонаті Латвії.
|                    | Саме цей період вивів мене на більш високий рівень, тому що я пройшов все за досить короткий час. Однак, робота у Дінабурзі була настільки колосальна, що зараз нам до того рівня дуже далеко. Це була не просто боротьба на виживання, а робота на знос! Три заняття на день, величезні навантаження, тому що я розумів: іншого шляху немає, ми повинні зробити щось неймовірне. Оригінальний текст (рос.) Именно этот период вывел меня на более высокий уровень, потому что я прошел все за довольно короткое время. Однако работа в Динабурге являлась настолько колоссальная, что сейчас нам до того уровня очень далеко. Это была не просто борьба на выживание, а работа на износ! Три занятия в день, огромные нагрузки, потому что я понимал: другого пути нет, мы должны сделать что-то невероятное. |
| — Роман Григорчук, | |

Український фахівець працював у «Динамбурзі» близько п'яти років, однак жодного сезону команда не могла піднятися вище четвертого місця у турнірній таблиці чемпіонату, йдучи після латвійських грандів. Так клуб під керівництвом Григорчука п'ять разів підряд посідав четверту сходинку й не проходив далі 1/4 фіналу у розіграші кубка країни, окрім як у 2001 році. Також під час роботи Григорчука у даугавпілському клубі клуб неодноразово брав участь у єврокубкових змаганнях, зокрема Кубку УЄФА та Кубку Інтертото. Роман Йосипович знаходився у структурі цього клубу вісім років й тренер, за його словами, зрозумів, що у клубі нічого не зміниться, а четверте місце — це його максимум, і це при тому, що матеріальні можливості «Дінамбурга» були доволі скромні. Тренер вирішив вийти на вищий рівень і саме тому на початку 2005 року Григорчук покинув клуб.

### «Вентспілс»

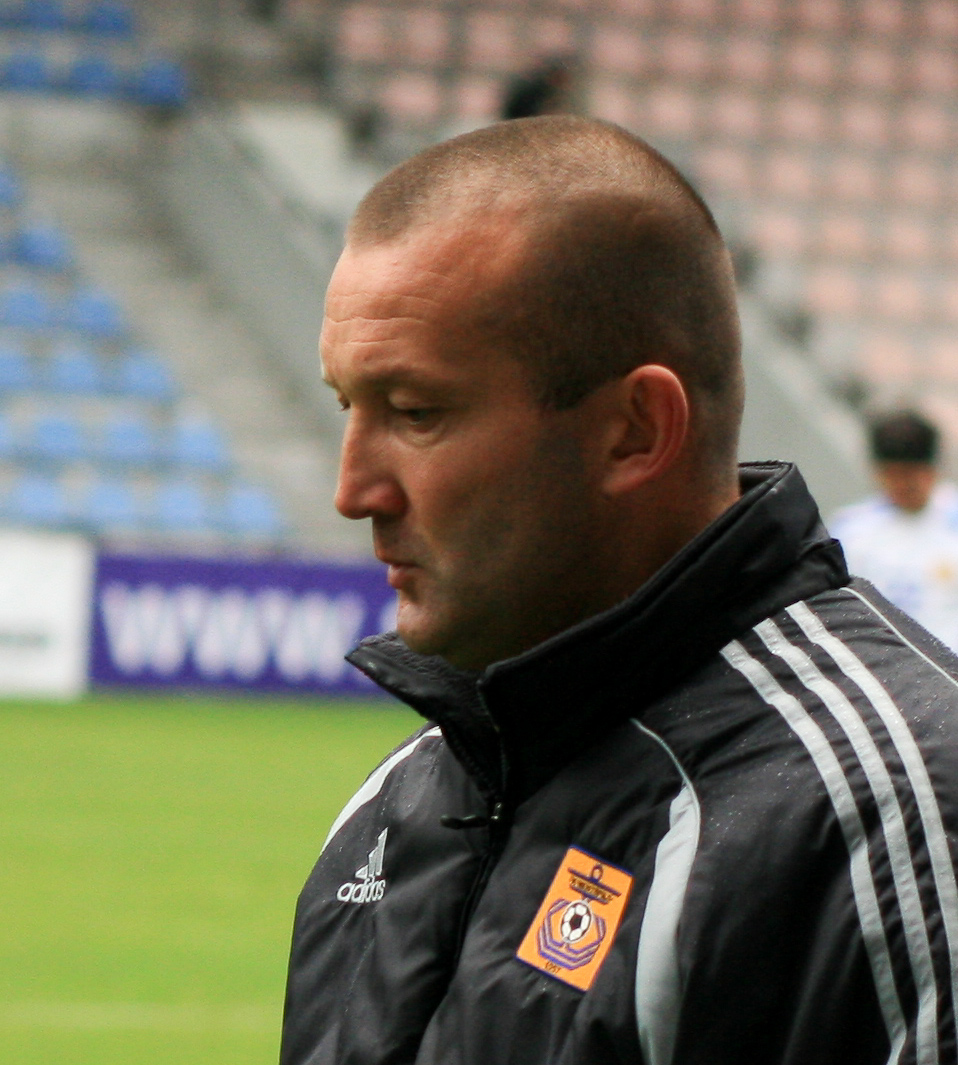
Роман Йосипович під час тренерської діяльності у «Вентспілсі»

Український фахівець мав кілька пропозицій з російської Прем'єр-ліги, однак відхилив їх. 1 липня 2005 року Григорчук очолив посаду головного тренера одного з лідерів латвійської першості — клубу «Вентспілс» з однойменного міста. Він змінив на цій посаді латвійського футбольного тренера Сергейса Семьоновса, що очолив посаду головного тренера на початку сезону, однак через погані результати був звільнений. Очоливши команду посеред сезону тренер почав працювати над здобуттям якнайкращого результату для «жовто-синіх». На той час у команді було багато новачків, які, однак, вже не перший рік виступали в команді, зокрема, Максімс Уваренко, Андреюс Бутрікс тощо. Серед досвідчених футболістів можна відзначити Деімантаса Бічку, Каспарса Ґоркшса, Олександра Ґрубера тощо. Разом зі своїм тренером зі складу «Дінамбурга» до складу «чемпіонів» перейшов воротар Певелс Давідовс. Ще до призначення Григорчука на цю посаду клуб займав третю сходинку у лізі, відігравши тринадцять турів де здобув 24 очка, а також здобувши у них сім перемог, три нічиї та стільки ж поразок, маючи різницю забитих та пропущених м'ячів 18 до 11 відповідно. На тій же сходинці команда разом із українським тренером завершила чемпіонат, у розіграші кубку країни 2005 року спочатку у півфіналі виграла срібного призера чемпіонату того сезону та найтитулованіший клуб Латвії, ризький «Сконто» з рахунком 1:0. А у фіналі «жовто-сині» у додатковий час виграли золотого призера чемпіонату того сезону лієпайський «Металургс» з рахунком 2:1.
Протягом п'яти років, проведених у клубі, тричі приводив команду до золотих медалей чемпіонату та двічі до перемоги у Кубку країни, а також виходив з командою до фіналу кубку Співдружності та Балтійської ліги. Однак, після глобальної фінансової кризи 2008 року справи у клубі пішли погано у фінансовому плані, як і взагалі у Латвії. Саме через це фахівець мусив піти з клубу, адже керівництво вирішило суттєво скоротити бюджет. 11 серпня 2009 року Григорчук покинув посаду головного тренера латвійського гранда за попередньою домовленістю. Його замінив італійський футбольний тренер Нунціо Заветтьєрі.

### «Металург»
По завершенні кар'єри у Латвії, Роману Йосиповичу пропонували роботу в Азербайджані, Казахстані та Росії. Однак, він вже багато років мріяв повернутися в Україну й почати тренувати місцеву команду. Саме тому у жовтні 2009 року Роман Йосипович повернувся до України, де йому запропонували очолити команду української Прем'єр-ліги — запорізький «Металург». Перед початком роботи у складі команди «козаків» Григорчук поставив одну умову: він може працювати лише в умовах, коли усі рішення приймаються лише головним тренером. Однак, у перший раз керівництво клубу та тренер не змогли плідно пропрацювати хоча б більше місця, тому 8 листопада тренер залишив команду. А вже 8 грудня знову колишній футболіст повернувся до керма запорізького «Металурга». На той час у клубі грало багацько талановитих футболістів. Зокрема, Володимир Аржанов, Дмитро Безотосний, Максим Коваль, Євген Опанасенко, Сергій Рудика тощо. До речі, саме за часів головування Григорчуком команди у стартовому складі дебютував Максим Коваль, якому тоді було 16 років, що для воротаря вважається дуже молодим віком, однак, Максим заграв як досвідчений голкіпер. У першому для себе українському клубі Григорчук пробув до кінця сезону 2009–2010 років, за підсумками якого команда посіла 9 місце. Контракт між клубом та тренером закінчився після гри останнього, 30-го, 9 травня 2010 року.

### «Чорноморець» (2010–2014)

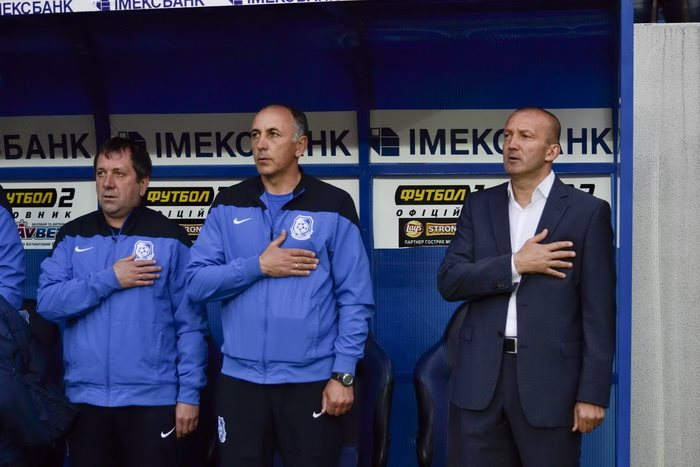
Тренерський штаб «Чорноморця» — Степан Матвіїв, Михайло Савка та Роман Йосипович під час виконання гімну України перед матчем з дніпропетровським «Дніпром»

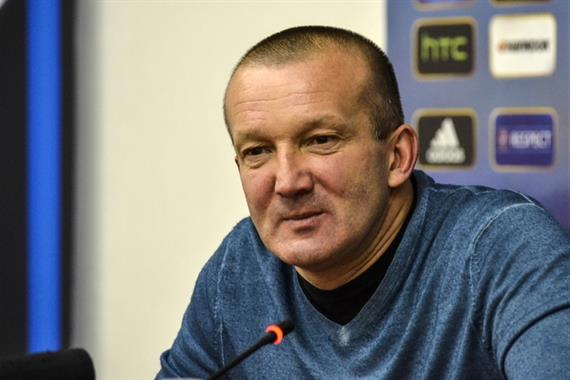
Григорчук 30 листопада 2013 року на пресконференції після матчу між «Чорноморцем» та загребським «Динамо»

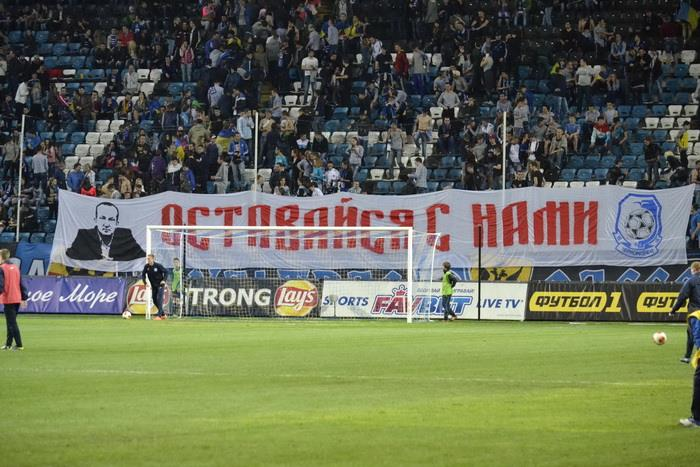
Банер на фан-секторі «Чорноморця» з написом, присвяченим Григорчуку: «Залишайся з нами» (Оставайся с нами)

16 листопада 2010 року підписав контракт з одеським «Чорноморцем». На посаді головного тренера Роман Йосипович змінив колишнього футболіста Ігоря Наконечного. На той час, у сезоні 2010–2011 років, одеський клуб знаходився у першій лізі чемпіонату України, куди вилетів минулого сезону посівши п'ятнадцяте місце. Серед лідерів команди на той час у складі моряків виступали Олександр Бабич, Дмитро Гришко, Анатолій Діденко, Сергій Політило та Павло Ребенок. Також на той час у складі команди дебютувало два гравці: бразильський легіонер Лео Матос та Євген Зубейко. Матос грав на той час на позиції захисника, а Зубейко на позиції крайнього півзахисника. Прийшовши до команди, Роман Йосипович майже одразу поміняв місцями цих футболістів й вони стали грати значно краще. Ще до того, як команду очолив Григорчук вона відіграла 20 матчів у чемпіонаті, де отримали десять перемог, вісім нічиїх та дві поразки й відставала від лідера ліги, ПФК «Олександрії», на п'ять очок, а також вилетіла із розіграшу Кубка України у матчі з полтавською «Ворсклою». Як заявив сам Григорчук, керівництво одеського клубу, зокрема, почесний президент Леонід Клімов та генеральний директор Сергій Керницький, одразу ж висловило йому свої завдання. По-перше керівництво «моряків» бажало якнайшвидшого повернення до елітного дивізіону чемпіонату України, а згодом й участі в єврокубках. Через три дні після призначення головного тренера до його штабу приєднався Михайло Савка, що до того працював головним тренером бурштинського «Енергетика». До речі, Григорчук знав Михайла Степановича ще давно, коли вони обоє грали у «Прикарпатті» з 1991 року. Роман Йосипович за кермом «Чорноморця» повернув клуб до вищого дивізіону, зайнявши друге місце у першій лізі.
По закінченні наступного сезону 2011–2012 років Григорчук разом із клубом посіли вже дев'яте місце у турнірній таблиці. Наступного ж року клуб поставив собі за мету вийди до Ліги Європи, щоб показати себе на міжнародному рівні.
У сезоні 2012–2013 років клуб посів шосту сходинку у чемпіонаті України, а також вийшов до фіналу Кубка України, що дало змогу зіграти у наступному сезоні у Лізі Європи та поборотись за Суперкубок України з чинним чемпіоном — донецьким «Шахтарем» (3:1 на користь «гірників»).
Наступного сезону 2013–2014 років майже увесь, час аж до закінчення 2013 року, Чорноморець знаходився у першій п'ятірці команд Прем'єр-ліги. Того ж року до Романа Йосиповича прийшли різні пропозиції від російських футбольних клубів, однак, його сім'я була проти переїзду до цієї держави. Були також розмови про те, що колишній футболіст може очолити тренерські штаби київського «Динамо», харківського «Металіста» тощо. Щоправда, у листопаді 2013 року Григорчук продовжив контракт з одеським клубом. Роботу тренера відзначило багацько українських авторитетних футбольних видань та експертів, зокрема, за версією читачів спортивного порталу Football.ua він був названий найкращим тренером 2013 року. А портал «Tribuna.com» у жовтні того ж року включив вітчизняного тренера до списку 33-х найвпливовіших персоналій українського футболу сучасності під номером 21, де він обійшов президента української Прем'єр-ліги, Віталія Данілова та володаря «Золотого м'яча», Олега Блохіна. На початку нового 2014 року «моряки» у першій для себе «єврокубковій весні» зустрілися з французьким «Олімпіком» з Ліону. У першому матчі, що пройшов на домашньому стадіоні одеситів команди відіграли у «суху нічию», а у наступному матчі-відповіді, що проходив на стадіоні «Жерлан», «ткачі» виграли з мінімальним рахунком 1:0. Однак, вже через кілька місяців клуб втратив близько половини гравців. Шість легіонерів розірвали контракти з клубом через суспільно-політичну ситуацію у країні, а саме Російське вторгнення в Україну. Серед футболістів, що залишили команду були, зокрема, Еліс Бакай, Маркус Берґер, Франк Джа Джедже, Сіто Рієра, Андерсон Сантана та Пабло Фонтанелло. Тому «Чорноморець» був вимушений шукати нових гравців. Ними виявилися футболісти, що підписали свої контракти, ще до цієї події, зокрема Торніке Окріашвілі, Володимир Аржанов та Павло Ребенок, який перейшов у клуб на правах оренди з харківського «Металіста». З останніми, до речі, Григорчук вже працював до того — з Аржановим, коли очолював команду запорізьких «козаків», а з Ребенком вже у складі «моряків» у сезоні 2010—2011 років. Слідом за цими гравцями до «Чорноморця» ще один колишній гравець «Металурга» — камерунець, Адольф Тейку. Сам Григорчук зазначив згодом після підписання контракту останнім, що будучи головним тренером запорізького клубу бачив Адольфа у набагато кращій формі і якщо футболіст вийде на колишній рівень, то дуже допоможе команді. Окрім того, до ігор основного складу команди тренер почав залучати гравця з молодіжного складу, Олега Данченка, а також тренер зауважив в одному з інтерв'ю, що приблизно такого ж рівня досягли інші гравці молодіжного складу, як Мартиненко та Смірнов. Однак, незважаючи на поповнення складу команди, клуб на початку другої половини сезону чемпіонату показав недуже гарні результати — нічия з аутсайдером чемпіонату, сімферопольською «Таврією», а потім програші маріупольському «Іллічівцю», луганські «Зорі» та донецькому «Металургу». Саме під час матчу з останнім, «Чорноморець», вже за місяць до кінця сезону отямився. Після першого тайму, коли рахунок був 2:0 на користь донеччан, а у складі «Чорноморця» було дискваліфіковано Петра Ковальчука, одесити змогли забити два голи, але все ж програли з рахунком 2:3. У наступних чотирьох матчах клуб зустрівся з трьома лідерами чемпіонату — дніпропетровським «Дніпром», київським «Динамо» та харківським «Металістом». І у жодному з цих матчів команда Григорчука не програла. А по закінченню сезону, команда зайняла п'яте місце у чемпіонаті, вийшовши у наступний сезон Ліги Європи 2014—2015 років та вилетівши у розіграші кубку України у півфіналі турніру від київського «Динамо», яке згодом стало володарем цього титулу.

### «Габала»
18 грудня 2014 Григорчук був призначений головним тренером азербайджанського клубу «Габала». Під його керівництвом у сезоні 2014—2015 «Габала» посіла третє місце, що дозволило клубу кваліфікуватися до Ліги Європи. «Габала» вийшла до групового турніру, пройшовши чотири кола кваліфікації. На груповому етапі клуб зумів вибороти тільки 2 очка і закінчив турнір на останньому місці.
У грудні 2015 Григорчук був визнаний найкращим тренером Азербайджану.
В сезоні 2016/2017 «Габала» тривалий час була лідером чемпіонату, але другу половину сезону провела не так вдало і поступилася золотими медалями «Карабаху», а Гигорчук після двох поспіль бронзових сезонів завоював «срібло» чемпіонату Азербайджану.
29 травня 2018 року було офіційно оголошено, що Роман Григорчук залишає «Габалу» після програного фіналу Кубку Азербайджану «Кешлі» Юрія Максимова. За три з половиною роки, коли Григорчук очолював «Габалу», «радари» двічі здобували срібні медалі чемпіонату, двічі бронзові, двічі були фіналістами Кубку, а також двічі українець виводив свою команду до групового етапу Ліги Європи.

### «Астана»
1 червня 2018 року було оголошено, що Роман Григорчук підписав дворічний контракт с чемпіоном Казахстану. 13 січня 2020 року Григорчук розірвав контракт з казахстанським клубом. За цей час команда під його керівництвом стала чемпіоном Казахстану і володарем Суперкубка, а в груповому етапі Ліги Європи зуміла обіграти «Манчестер Юнайтед».

### «Шахтар» (Солігорськ)
5 вересня 2020 року очолив «Шахтар» (Солігорськ) з Білорусі, і в кінці листопада привів його до звання чемпіону.

### «Чорноморець» (Одеса)
30 грудня 2021 року одеський «Чорноморець» повідомив, що новим головним тренером клубу буде Роман Григорчук.

### «Нефтчі» (Баку)
26 червня 2024 року Григорчук підписав дворічний контракт із «Нефтчі» (Баку) ставши головним тренером клубу. 7 жовтня 2024 року його контракт із клубом був розірваний за взаємною згодою. Під його керівництвом «Нефтчі» провів 9 матчів у чемпіонаті Азербайджану, здобувши 5 нічиїх і зазнавши 4 поразки.

## Статистика

### Статистика гравця
| Клуб | Ліга              | Сезон             | Чемпіонат | Чемпіонат | Чемпіонат | Кубок | Кубок | Кубок | Всього | Всього | Всього |
| Клуб | Ліга              | Сезон             | Ігри      | Голи      | ГП        | Ігри  | Голи  | ГП    | Ігри   | Голи   | ГП     |
| --- | ----------------- | ----------------- | --------- | --------- | --------- | ----- | ----- | ----- | ------ | ------ | ------ |
| «Дінабург»                                                                                                  | ВЛ                | 2000              | 16        | 3         | ?         | 0     | 0     | 0     | 16     | 3      | ?      |
| «Дінабург»                                                                                                  | ВЛ                | 1999              | 20        | 6         | ?         | 0     | 0     | 0     | 20     | 6      | ?      |
| «Дінабург»                                                                                                  | ВЛ                | 1998              | 27        | 21        | ?         | 0     | 0     | 0     | 27     | 21     | ?      |
| «Дінабург»                                                                                                  | Всього            | Всього            | 63        | 30        | ?         | 0     | 0     | 0     | 63     | 30     | ?      |
| «Сатурн» Р                                                                                                  | ПФНЛ              | 1997              | 17        | 2         | ?         | 0     | 0     | 0     | 17     | 2      | ?      |
| «Сатурн» Р                                                                                                  | ПФНЛ              | 1996              | 12        | 7         | 3         | 2     | 1     | ?     | 14     | 8      | 3      |
| «Сатурн» Р                                                                                                  | Всього            | Всього            | 29        | 9         | 3         | 2     | 1     | ?     | 31     | 10     | 3      |
| «Кривбас»                                                                                                   | ВЛ                | 95-96             | 26        | 16        | ?         | 1     | 0     | ?     | 27     | 16     | ?      |
| «Кривбас»                                                                                                   | Всього            | Всього            | 26        | 16        | ?         | 1     | 0     | ?     | 27     | 16     | ?      |
| «Петрохімія»                                                                                                | 1Л                | 94-95             | 14        | 3         | ?         | 0     | 0     | 0     | 14     | 3      | ?      |
| «Петрохімія»                                                                                                | Всього            | Всього            | 14        | 3         | ?         | 0     | 0     | 0     | 14     | 3      | ?      |
| «Прикарпаття»                                                                                               | ВЛ                | 94-95             | 7         | 1         | ?         | 2     | 1     | ?     | 9      | 2      | ?      |
| «Прикарпаття»                                                                                               | Всього            | Всього            | 7         | 1         | ?         | 2     | 1     | ?     | 9      | 2      | ?      |
| «Санкт-Пельтен»                                                                                             | 1Л                | 93-94             | 3         | 0         | ?         | 0     | 0     | 0     | 3      | 0      | ?      |
| «Санкт-Пельтен»                                                                                             | Всього            | Всього            | 3         | 0         | ?         | 0     | 0     | 0     | 3      | 0      | ?      |
| «Прикарпаття»                                                                                               | 1Л                | 93-94             | 19        | 12        | ?         | 4     | 4     | ?     | 23     | 16     | ?      |
| «Прикарпаття»                                                                                               | 1Л                | 92-93             | 40        | 35        | ?         | 4     | 1     | ?     | 44     | 36     | ?      |
| «Прикарпаття»                                                                                               | ВЛ                | 1992              | 6         | 0         | ?         | 0     | 0     | 0     | 6      | 0      | ?      |
| «Прикарпаття»                                                                                               | 2Л                | 1991              | 46        | 26        | ?         | —     | —     | —     | 46     | 26     | ?      |
| «Прикарпаття»                                                                                               | 2Л                | 1988              | 34        | 2         | ?         | —     | —     | —     | 34     | 2      | ?      |
| «Прикарпаття»                                                                                               | Всього            | Всього            | 145       | 75        | ?         | 8     | 5     | ?     | 153    | 80     | ?      |
| Всього за кар'єру                                                                                           | Всього за кар'єру | Всього за кар'єру | 287       | 134       | 3         | 13    | 7     | ?     | 300    | 141    | 3      |
| 2НЛ — друга ліга; ВЛ — вища ліга (вірсліга); 1Л — перша ліга; ПФНЛ — Першість Футбольної Національної Ліги. |                   |                   |           |           |           |       |       |       |        |        |        |

### Тренерська статистика
| Клуб                                       | Сезон             | Чемпіонат         | Чемпіонат         | Чемпіонат | Чемпіонат | Чемпіонат | Чемпіонат | Кубок | Кубок | Кубок | Кубок | Єврокубки | Єврокубки | Єврокубки | Єврокубки | Єврокубки | Інші змагання | Інші змагання | Інші змагання | Інші змагання | Інші змагання | Всього | Всього | Всього | Всього | Всього | Всього | Всього | Примітки                                                |
| Клуб                                       | Сезон             | Ліга              | Місце             | М         | В         | Н         | П         | Етап  | М     | В     | П     | Етап      | М         | В         | Н         | П         | На            | М             | В             | Н             | П             | М      | В      | Н      | П      | МЗ     | МП     | %Очок  | Примітки                                                |
| ------------------------------------------ | ----------------- | ----------------- | ----------------- | --------- | --------- | --------- | --------- | ----- | ----- | ----- | ----- | --------- | --------- | --------- | --------- | --------- | ------------- | ------------- | ------------- | ------------- | ------------- | ------ | ------ | ------ | ------ | ------ | ------ | ------ | ------------------------------------------------------- |
| «Габала»                                   | 15-16             | ПЛ                | 4                 | 18        | 7         | 7         | 4         | 1/8   | 2     | 2     | 0     | ЛЄ ГТ     | 14        | 3         | 5         | 6         | —             | —             | —             | —             | —             | 34     | 12     | 12     | 10     | ?      | ?      | 47,05  |                                                         |
| «Габала»                                   | 14-15             | ПЛ                | 3                 | 17        | 11        | 3         | 3         | 1/8   | 2     | 0     | 1     | ЛЄ 1 КР   | 0         | 0         | 0         | 0         | —             | —             | —             | —             | —             | 19     | 11     | 4      | 4      | ?      | ?      | 64,91  |                                                         |
| «Габала»                                   | Всього            | Всього            | Всього            | 35        | 18        | 10        | 7         |       | 4     | 2     | 1     |           | 14        | 3         | 5         | 6         |               |               |               |               |               | 53     | 23     | 16     | 14     | ?      | ?      | 53,46  |                                                         |
| «Чорноморець» О                            | 14-15             | ПЛ                | 4                 | 4         | 2         | 2         | 0         | 1/16  | 1     | 1     | 0     | ЛЄ 3КР    | 2         | 0         | 1         | 1         | —             | —             | —             | —             | —             | 7      | 3      | 3      | 1      | 12     | 5      | 57,14  | [ 52 ] [ 53 ] [ 54 ]                                    |
| «Чорноморець» О                            | 13-14             | ПЛ                | 5                 | 28        | 12        | 10        | 6         | 3     | 4     | 3     | 1     | ЛЄ 1/16   | 14        | 6         | 4         | 4         | СУ            | 1             | 0             | 0             | 1             | 47     | 21     | 14     | 12     | 56     | 46     | 54,61  | [ 55 ] [ 56 ] [ 42 ] [ 57 ] [ 58 ]                      |
| «Чорноморець» О                            | 12-13             | ПЛ                | 6                 | 30        | 12        | 7         | 11        | 2     | 5     | 4     | 1     | —         | —         | —         | —         | —         | —             | —             | —             | —             | —             | 35     | 16     | 7      | 12     | 40     | 42     | 50,92  | [ 59 ] [ 60 ] [ 61 ]                                    |
| «Чорноморець» О                            | 11-12             | ПЛ                | 9                 | 30        | 10        | 7         | 13        | 1/4   | 3     | 2     | 1     | —         | —         | —         | —         | —         | —             | —             | —             | —             | —             | 33     | 12     | 7      | 14     | 38     | 44     | 43,43  | [ 62 ] [ 63 ]                                           |
| «Чорноморець» О                            | 10-11             | 1Л                | 2                 | 14        | 8         | 3         | 3         | —     | —     | —     | —     | —         | —         | —         | —         | —         | —             | —             | —             | —             | —             | 14     | 8      | 3      | 3      | 25     | 12     | 64,29  | [ 64 ] [ 65 ] [ 66 ] [ 67 ]                             |
| «Чорноморець» О                            | Всього            | Всього            | Всього            | 106       | 44        | 29        | 30        |       | 13    | 10    | 3     |           | 16        | 6         | 5         | 5         |               | 1             | 0             | 0             | 1             | 136    | 60     | 34     | 42     | 171    | 150    | 52,45  |                                                         |
| «Металург» З                               | 09-10             | ПЛ                | 9                 | 16        | 8         | 2         | 6         | 1/4   | 1     | 0     | 1     | —         | —         | —         | —         | —         | —             | —             | —             | —             | —             | 17     | 8      | 2      | 7      | 22     | 25     | 50,98  | [ 27 ]                                                  |
| «Металург» З                               | Всього            | Всього            | Всього            | 16        | 8         | 2         | 6         |       | 1     | 0     | 1     |           | —         | —         | —         | —         |               | —             | —             | —             | —             | 17     | 8      | 2      | 7      | 22     | 25     | 50,98  |                                                         |
| «Вентспілс»                                | 2009              | ВЛ                | —                 | 20        | 15        | 3         | 2         | 1/4   | 2     | 1     | 1     | ЛЧ 2КР    | 4         | 3         | 0         | 1         | —             | —             | —             | —             | —             | 26     | 19     | 3      | 4      | 80     | 25     | 76,92  | [ 68 ] [ 69 ] [ 70 ] [ 71 ] [ 72 ] [ 73 ] [ 74 ] [ 75 ] |
| «Вентспілс»                                | 2008              | ВЛ                | 1                 | 28        | 19        | 6         | 3         | 2     | 4     | 3     | 1     | ЛЧ 2КР    | 4         | 2         | 0         | 2         | БЛ            | 6             | 4             | 0             | 2             | 42     | 28     | 6      | 8      | 77     | 26     | 71,43  | [ 76 ] [ 77 ] [ 78 ]                                    |
| «Вентспілс»                                | 2007              | ВЛ                | 1                 | 28        | 18        | 6         | 4         | 1     | 4     | 4     | 0     | ЛЧ 2КР    | 4         | 1         | 0         | 3         | БЛ            | 7             | 5             | 1             | 1             | 43     | 28     | 7      | 8      | 90     | 43     | 70,54  | [ 79 ] [ 16 ] [ 80 ]                                    |
| «Вентспілс»                                | 2006              | ВЛ                | 1                 | 28        | 19        | 5         | 4         | 3     | 3     | 2     | 1     | КУ 2КР    | 4         | 2         | 1         | 1         | —             | —             | —             | —             | —             | 35     | 23     | 6      | 6      | 61     | 29     | 71,43  | [ 81 ] [ 82 ] [ 16 ]                                    |
| «Вентспілс»                                | 2005              | ВЛ                | 3                 | 15        | 9         | 4         | 2         | 1     | 2     | 2     | 0     | КУ 1КР    | 2         | 1         | 0         | 1         | —             | —             | —             | —             | —             | 19     | 12     | 4      | 3      | 43     | 22     | 70,18  | [ 83 ] [ 19 ] [ 16 ] [ 18 ]                             |
| «Вентспілс»                                | Всього            | Всього            | Всього            | 119       | 80        | 24        | 15        |       | 15    | 12    | 3     |           | 18        | 9         | 1         | 8         |               | 13            | 9             | 1             | 3             | 165    | 113    | 26     | 29     | 351    | 145    | 73,73  |                                                         |
| «Дінабург»                                 | 2005              | ВЛ                | —                 | ?         | ?         | ?         | ?         |       | ?     | ?     | ?     |           | ?         | ?         | ?         | ?         | —             | —             | —             | —             | —             | ?      | ?      | ?      | ?      | ?      | ?      |        |                                                         |
| «Дінабург»                                 | 2004              | ВЛ                | 4                 | 28        | 10        | 6         | 12        | 1/4   | 2     | 1     | 1     | КІ 2р     | 4         | 1         | 1         | 2         | —             | —             | —             | —             | —             | 34     | 12     | 7      | 15     | 44     | 43     | 42,16  | [ 84 ] [ 85 ] [ 16 ]                                    |
| «Дінабург»                                 | 2003              | ВЛ                | 4                 | 28        | 13        | 5         | 10        | 1/4   | 2     | 1     | 1     | КІ 1р     | 2         | 1         | 0         | 1         | —             | —             | —             | —             | —             | 32     | 15     | 5      | 12     | 49     | 39     | 52,08  | [ 86 ] [ 87 ] [ 16 ]                                    |
| «Дінабург»                                 | 2002              | ВЛ                | 4                 | 28        | 12        | 4         | 12        | 1/8   | 1     | 0     | 1     | КІ 2р     | 4         | 1         | 1         | 2         | —             | —             | —             | —             | —             | 33     | 13     | 5      | 15     | 40     | 42     | 44,44  | [ 88 ] [ 89 ] [ 16 ]                                    |
| «Дінабург»                                 | 2001              | ВЛ                | 4                 | 28        | 15        | 5         | 8         | 2     | 4     | 3     | 1     | КУ КР     | 2         | 1         | 0         | 1         | —             | —             | —             | —             | —             | 34     | 19     | 5      | 10     | 74     | 35     | 60,78  | [ 90 ] [ 15 ] [ 16 ]                                    |
| «Дінабург»                                 | 2000              | ВЛ                | 4                 | ?         | ?         | ?         | ?         |       | ?     | ?     | ?     |           | ?         | ?         | ?         | ?         | —             | —             | —             | —             | —             | ?      | ?      | ?      | ?      | ?      | ?      |        |                                                         |
| «Дінабург»                                 | Всього            | Всього            | Всього            | 112       | 50        | 20        | 42        |       | 9     | 5     | 4     |           | 12        | 4         | 2         | 6         |               | —             | —             | —             | —             | 133    | 59     | 22     | 52     | 207    | 159    | 49,87  |                                                         |
| Всього за кар'єру                          | Всього за кар'єру | Всього за кар'єру | Всього за кар'єру | 353       | 185       | 75        | 93        |       | 38    | 27    | 11    |           | 46        | 19        | 8         | 19        |               | 14            | 9             | 1             | 4             | 451    | 240    | 84     | 130    | 751    | 478    | 59,42  |                                                         |
| Дата останнього оновлення: 24 серпня 2014. |                   |                   |                   |           |           |           |           |       |       |       |       |           |           |           |           |           |               |               |               |               |               |        |        |        |        |        |        |        |                                                         |

## Оцінка
Як тренер, Роман Йосипович, постійним прагне досягати високих результатів.
|                    | Якщо ти хоча б раз — не важливо, на якому рівні — щось виграв, відчув смак справжнього футболу, далі без цього жити неможливо. Я дуже часто повторюю своїм підопічним: повноцінне футбольне життя — це коли команда перебуває нагорі турнірної таблиці, займає місця в зоні єврокубків, як наслідок — грає на міжнародній арені. |
| — Роман Григорчук, | |

## Особисте життя
Роман Йосипович одружений з Аліною Григорчук. Подружжя має двох дітей — дочку, Євгенію, 1990 року народження, та сина, Тимерлана, 2008 року народження. Після переїзду в Одесу, тренеру пропонували роботу в Росії, однак сім'я Романа Йосиповича була проти переїзду до північного сусіда України. В грудні 2021 року у продаж вийшла автобіографія Романа Григорчука «Чемпіон трьох країн».

## Титули та досягнення

### Командні

#### «Прикарпаття»
- Золотий призер першої ліги чемпіонату України (1): 1993–1994.
- Срібний призер 1-ї зони другої ліги чемпіонату СРСР (1): 1991.

### Тренерські

#### «Дінабург»
- Фіналіст Кубка Латвії (1): 2001.

#### «Вентспілс»
- Золотий призер вірсліги чемпіонату Латвії (3): 2006, 2007, 2008.
- Срібний призер вищої ліги чемпіонату Латвії (1): 2009.
- Бронзовий призер вищої ліги чемпіонату Латвії (1): 2005.
- Володар Кубка Латвії (2): 2005, 2007.
- Фіналіст Кубка Латвії (1): 2008.
- Півфіналіст Кубка Латвії (1): 2006.
- Володар Кубка Лівонії (1): 2008.
- Фіналіст Кубка Співдружності (1): 2007[en].
- Фіналіст Балтійської ліги (1): 2007[en].

#### «Чорноморець»
- Срібний призер першої ліги чемпіонату України (1): 2010–2011.
- Фіналіст Кубка України (1): 2012–2013.
- Срібний призер Суперкубку України (1): 2013.
- Півфіналіст Кубка України (1): 2013–2014.

#### «Габала»
- Срібний призер чемпіонату Азербайджану: 2016–2017, 2017–2018
- Бронзовий призер чемпіонату Азербайджану: 2014–2015, 2015–2016
- Фіналіст Кубка Азербайджану: 2016–2017, 2017–2018
- Півфіналіст Кубка Азербайджану: 2015–2016

#### «Астана»
- Чемпіон Казахстану: 2018, 2019
- Володар Суперкубка Казахстану: 2019

#### «Шахтар»
- Чемпіон Білорусі: 2020
- Суперкубок Білорусі: 2021

### Індивідуальні

#### Як гравець
- Найкращий бомбардир першої ліги чемпіонату України (1): 1992–1993 (26).
- Найкращий бомбардир сезону у «Прикарпатті» (2): 1991 (26)[1], 1992—1993 (27).

#### Як тренер
- Найкращий тренер Латвії (1): 2009[4].
- Найкращий тренер Азербайджану (1): 2015

## Цікаві факти
- Серед усіх своїх колег Роман Йосипович за рівнем професіоналізму, авторитету і вчинкам хотів би бути схожим на Алекса Ферґюсона[92].